# Orange (Texas)
Orange és una població dels Estats Units a l'estat de Texas. Segons el cens del 2000 tenia 18.643 habitants.

## Demografia
Segons el cens del 2000, Orange tenia 18.643 habitants, 7.310 habitatges, i 5.021 famílies. La densitat de població era de 358,5 habitants/km².
Dels 7.310 habitatges en un 31,6% hi vivien nens de menys de 18 anys, en un 46,5% hi vivien parelles casades, en un 18,3% dones solteres, i en un 31,3% no eren unitats familiars. En el 28,3% dels habitatges hi vivien persones soles el 12,3% de les quals corresponia a persones de 65 anys o més que vivien soles. El nombre mitjà de persones vivint en cada habitatge era de 2,47 i el nombre mitjà de persones que vivien en cada família era de 3,01.
Per edats la població es repartia de la següent manera: un 27,4% tenia menys de 18 anys, un 8,7% entre 18 i 24, un 26,5% entre 25 i 44, un 21,7% de 45 a 60 i un 15,8% 65 anys o més.
L'edat mediana era de 36 anys. Per cada 100 dones de 18 o més anys hi havia 86,2 homes.
La renda mediana per habitatge era de 29.519 $ i la renda mediana per família de 37.473 $. Els homes tenien una renda mediana de 37.238 $ mentre que les dones 21.445 $. La renda per capita de la població era de 16.535 $. Aproximadament el 20,5% de les famílies i el 22,9% de la població estaven per davall del llindar de pobresa.

## Poblacions més properes
El següent diagrama mostra les poblacions més properes.